# Сверхпластическое формование
Сверхпластическое формование — технология изготовления деталей из сверхпластичных материалов.
Одним из примеров является процесс деформации с использованием нагрева металлов, характеризующихся низкими значениями коэффициента удлинения (менее 20%) в точке предела прочности при комнатной температуры. При нагреве материал переходит в сверхпластичное состояние и позволяет при усилиях, меньших значения модуля предела прочности, добиться его удлинения не менее чем в два раза. В состоянии сверхпластичности к материалам применимы такие технологии как термическая, пневматическая и вакуумная формовка.